# سادات
سادات جمع سَیِّد و در لغت عربی در اصل سَیوِد (قبل از اِعلال) بوده و به معنی آقا و سرور است؛ و در اصطلاح عام به کسی گفته می‌شود که از طرف پدر از نسل «هاشم» (جد پیامبر اسلام محمد بن عبدالله) باشد یا به عبارتی از قبیله بنی هاشم باشد. سیادت به فرزندان محمد از طریق فاطمه دختر محمد و علی پسر ابوطالب (امام اول پیروان تشیع و خلیفه چهارم اهل سنت) می‌رسد.
سادات دو شاخهٔ اصلی دارند:
1. سادات علوی: نوادگان علی از طریق سه تن از پسران او (محمد حنفیه از خوله دختر قیس، عباس بن علی از ام‌البنین و عمر بن علی از صهباءِ ثعلبیه) که از میان پسران متعدد علی فرزند یافتند.
2. سادات هاشمی که بسته به انتساب به حسن یا حسین، به آن‌ها حسنی یا حسینی گفته می‌شود: نوادگان حسن و حسین (فرزندان علی از فاطمه) که از نظر فقه شیعه خمس به این سادات تعلق می‌گیرد.

اولاد فاطمه بارها در خلافت بنی امیه و بنی عباس برای اصلاح امت خروج کرده‌اند (مانند خروج زید بن علی و محمد بن عبدالله بن حسن مثنی معروف به نفس زکیه) و سلسله‌های متعددی در نقاط دور از عربستان، از جمله مراکش، یمن، مصر، گیلان و مازندران تشکیل داده‌اند. مانند حکومت ادریسیان (نوادگان ادریس نوهٔ حسن بن علی) در مراکش، فاطمیان در مصر، مرعشیان (از نوادگان علی المرعش نبیرهٔ علی بن حسین و علویان طبرستان (دو شاخه از سادات حسنی و حسینی مازندران) و بنی مهنا در مدینه.
(به کسی که مادرش از سادات است میرزا گفته می‌شود). برخی از سادات با میر صدا می‌زنند و این با میرزا تفاوت دارد.
به دختران یک فرد سید، سیده، علویه، بی‌بی، بیگم، سادات یا شریفه اطلاق می‌شود. فردی که دارای مادر سید و پدر غیر سید باشد، معمولاً میرزا (برای پسران) و میرزایه (برای دختران) نامیده می‌شوند.
سیادت در سادات هاشمی که طبق نظر برخی از علما، قوی تر و شریف تر هم هست، از طرف مادر و در سادات علوی از طریق پدر می‌باشد.
عده‌ای از اهل سنت «سَیِّد» را با نام شریف می‌شناسند.
به اعتقاد برخی از علماء، فرزندان عباس عموی پیامبر نیز جزو سادات شمرده می‌شوند و می‌توان به آن‌ها نیز خمس مال پرداخت.

## عموهای پیامبر
حمزه، عباس، ابوطالب (عبدالمناف)، زبیر، حارث، حجل (غیداق)، مقرم (عبدالکعبه)، ضرار، ابولهب (عبدالعزی) و قسم. عموهای محمد بودند.
از نظر قاطبه علمای شیعه به اجماع، به خصوص علمای متاخر شیعه، سیادت به فرزندان فاطمه دختر پیامبر می‌رسد و خمس تنها به آن‌ها تعلق می‌گیرد.

## القاب سادات
القابی که به سیدها داده می‌شود بر دو دسته است: انتسابی و احترامی. القاب انتسابی برای بیان نَسَب شخص و انتساب وی به طایفه یا قبیله معینی به کار می‌روند، مانند امامی، حسینی، حسنی. القاب انتسابی برای گرامیداشت منتسبان به خاندان محمد به آنان اطلاق می‌شود و اغلب سیدها بر خود اطلاق نمی‌کنند، چنان‌که دربارهٔ مراجع متأخر شیعه که از سادات بوده‌اند چنین بوده است، مثلاً نقش مهر سید محسن حکیم، محسن الطباطبائی الحکیم، و نقش مهر سید ابوالقاسم خویی، ابوالقاسم الموسوی الخوئی، و مهر سید احمد خوانساری احمد الموسوی الخوانساری بوده است. در روزگار پیشین هم این گونه بوده و در نسخ خطی و متون کهن معمولاً سادات خود را به این القاب ننامیده‌اند. در ایران نیز اگر سادات پیشاپیش نام خویش لفظ «سید» می‌آورند، برای تفاخر و بزرگ داشتن انتساب خود به خاندان محمد است و در این موارد سید می‌تواند جزئی از نام باشد. برخی از القاب احترامی که در روزگار مختلف برای گرامی‌داشت سادات به کار برده می‌شده به شرح زیر است:
برای آقایان:
1. سید
2. شریف
3. میر
4. علوی
5. کیا
6. امیر
7. میرزا
8. بیگ
9. شاه

برای خانم‌ها:
1. سیده
2. شریفه
3. علویه
4. سادات مثل زهرا سادات
5. بی بی
6. میرزایه
7. بیگم

### لقب میرزا
معمولاً در بین سادات رسم است که نسبت سیدی از پدر به فرزند برسد. روی همین اصل کسانی که از مادر یا مادر بزرگ سید هستند اصطلاحاً شریف یا میرزا یا بیگ و میرزایه، شریفه و بیگم حالت مؤنث می‌گویند.
در دورهٔ قاجار اصطلاحاً به شاهزادگان قاجاری میرزا می‌گفتند و باید گفت که بعضی از وزیران و شاهزادگان این فامیل را دارند و نام خانوادگی را از خود شاه یا شاهزادگان هدیه گرفتند. در دوران پیشتر، میرزا به کسی گفته می‌شد که در کار نوشتن و حساب و کتاب دیوان سالاری‌های دولتی بود و عملاً قشر مرفه و سطح بالای جامعه را تشکیل می‌داد و به صورت عام با سوادان دوران گذشته بودند. از همین رو به سادات تحصیل کرده، میرزا نیز اطلاق می‌شده است.

## سادات علوی
نوادگان علی از طریق سه تن از پسران او، محمد حنفیه از خوله دختر قیس، عباس بن علی از ام‌البنین و عمر بن علی از صهباءِ ثعلبیه را سادات علوی گویند.

### سادات حسنی
- نوادگان حسن مجتبی:

آل حسن، حسنیان، بنی حسن یا سادات حسنی فرزندان و نوادگان حسن بن علی، امام دوم شیعیان و یکی از شاخه‌های علوی هاشمیان هستند.

### سادات سجادی (افطسی)
- نوادگان حسن افطس نوادگان سجاد که جد سادات تفرش می‌شود.

حسن افطس پنج پسر داشته: عبدالله شهید، علی، عمر، حسین و حسین مکفوف. عبدالله شهید به دست هارون الرشید مقتول شده؛ و حسین مکفوف جد سادات سلطان العلما سید احمد می‌رسانند سلطان سید احمد در نیمهٔ اول قرن چهارم در فرار از حکومت عباسیان به تفرش از توابع عراق عجم هجرت کرد چون تحت تعقیب مأموران بنی عباس بود، به هزاوه فراهان پناه برد و در ۳۶۰ هجری در حال اقامه نماز شب کشته شد؛ که سیدالوزراء میرزا عیسی قائم مقام فراهانی و میرمهردارهای صفوی از آنهاست؛ سادات هاشمی، سجادی، میرعبدالحق از این تبار می‌باشند، و علی الجرزی والد امامزاده محمد است که در فم تفرش مدفون گردیده و قبه و صحن مجلل او را خواجه مؤمن (فوت ۱۱۷۰ هجری) برادر امین الدین (امینا) بن محمد حسین الحسینی در زمان شاه عباس دوم بنا نموده؛ و او جدّ خانواده سید محمود حسابی و سید علی خامنه‌ای رهبر جمهوری اسلامی است.

### سادات مرعشی
- نوادگان علی مرعش:

سادات مرعشی یا آل مرعش، سلسله‌ای از سادات هستند که نسب خود را به علی المرعش نوادهٔ امام زین‌العابدین می‌رسانند.

### سادات رضوی
- نوادگان امام رضا (امام هشتم شیعیان) سادات رضوی خوانده می‌شود همچنین میرزا ابراهیم نیز سر سلسله سادات رضوی مشهد به‌شمار می‌آید.

### سادات طباطبایی
سادات طباطبایی نام سلسله‌ای از سادات است که نَسَبِ خود را به ابواسماعیل ابراهیم طباطبا (بنا به اقوالی ابواسحاق و ملقب به زین‌العابدین) می‌رسانند. وی پسر ابوابراهیم اسماعیل دیباج ملقب به اکبر شریف خلاص (در برخی منابع از جمله مقاتل الطالبیین، لقبِ طباطبا به اشتباه، برای این فرد نوشته شده است) پسر ابااسماعیل ابراهیم غمر (بنا به اقوالی ابوالحسن و ابواسحاق) پسر ابامحمد حسن مثنی (به قولی ابوعبدالله) و فاطمه حورالعین؛ و ابامحمد حسن مثنی (به قولی ابوعبدالله) پسر ابامحمد حسن مجتبی و فاطمه حورالعین دختر ابوعلی حسین سیدالشهداء است.

### سادات عبدالوهابیه
سادات عبدالوهابیه شاخه‌ای از سادات حسنی حسینی طباطبایی هستند که نسب خود را به امیر سراج‌الدین عبدالوهاب تبریزی از نوادگان حسن مثنی فرزند حسن بن علی (امام دوم شیعیان) می‌رسانند و در آذربایجان، به خصوص در تبریز ساکن هستند که سادات وهابی، سادات وهابیه، سادات عبدالوهابیه و نیز سادات آل عبدالوهاب خوانده می‌شوند.

## مأخذشناسیسادات عبدالوهابیه
- باقرزاده ارجمندی، سیداحمد | مأخذشناسی توصیفی سادات عبدالوهابیه | جستارهای تاریخ اسلام | قم؛ جامعه الزهرا؛ س۲؛ ش ۴، پاییز و زمستان ۱۴۰۱ | ۶۵–۱۰۱ | مقاله.

## سادات رضاتوفیق
سادات رضاتوفیق نام سلسله‌ای از سادات است که نَسَبِ خود را به موسی المبرقع می‌رسانند.

### جد سادات رضاتوفیق
جد سادات رضاتوفیق که در جنوب غرب و غرب تا مرکز ایران مستقر هستند سید محمود معروف به سید محمید است.

### شجره
سید محمود ملقب به توفیق بن سیدمحمد بن تاج الدین حسین بن مویدالدین عالی بن قطب الدین عبدالله (قطب العارفین) بن موسی بن قطب الدین عماد بن محمد بن احمد بن موسی المبرقع بن امام الهام محمدالتقی بن علی بن موسی الرضا.

### فرزندان سید محمود که تیره‌های سادات رضاتوفیق را تشکیل می‌دهند
1. سید میر خذر (خِضِر)
2. سید میر علاءالدین
3. سید میر اسماعیل
4. سید میر احمد
5. سید میر عباس
6. سید میر شهاب‌الدین علی

### زندگی سید محمود
از علما وسادات علوی قرن ششم تا اوایل قرن هفتم هجری است که ظاهراً از نیشابور به کهگیلویه فارس کوچیده، ماندگار شد؛ و به گویش لری، وی را سید محمید می‌خوانند. نظر به تقارن زمانه وی با هجوم مغول، شاید از همان علما خراسان باشد که بدنبال فتنه مغول به نواحی فارس پناهنده شدند. بازماندگان وی تا امروز در جنوب و جنوب غرب تا مرکز ایران پراکنده‌اند. ونظر به ملقب بودن صاحب عنوان توفیق و نیز انتصابشان به علی بن موسی الرضا، به سادات رضاتوفیق نامبردارند و چند تیره‌اند.

### برخی از روحانیون این سادات
میر محمد رضاتوفیقی از فلاسفه قرن ۱۱ بهبهان، آمیر محمد لطیف رضاتوفیقی، میر مؤمن رضاتوفیقی سید محمد بدیع درب امامی، سید مصطفی درب امامی رضاتوفیقی، میر علی بهبهانی، سیدعبدالحمید درب امامی رضاتوفیقی، سید محمد درب امامی رضاتوفیقی، سید عبدالنبی رضاتوفیقی، میرحسین رضاتوفیقی، میر احمد تقوی، سید محمود رایگان، میر علی صفدر میر یحیی یزدانی، میر محمود توفیقیان، سید محمد هاشم تقوی، میر اسماعیل پرهیز، سیدضیا پرهیز، میر محمد صالح، میر حیدر رضوی.

## سادات موسوی
- موسوی نام نوادگان و سادات منسوب به امام هفتم شیعیان، موسی کاظم است.

تعداد زیادی از سادات موسوی در عراق زندگی می‌کنند و هم‌چنین شاخه‌های بزرگی از این خاندان ساکن ایران، افغانستان، لبنان، مصر، بحرین و عربستان سعودی هستند. سادات موسوی نسب و هاشمی نسب خود را به فرزندان موسی کاظم می‌رسانند. سلسلهٔ صفوی نیز خود را از نوادگان موسی کاظم می‌دانستند. سلسله سادات آهوقلندری لرستان و سادات برزنجی کردستان (موسوی؛ حسینی؛ هاشمی؛ کسنزانی و..) از این سلسلە می‌باشند.

### افراد سرشناس سادات موسوی
- سید ابوالقاسم خوانساری
- سید نعمت‌الله جزایری
- سید محمدهاشم خوانساری
- سید هاشم موسوی خوانساری
- سید محمدتقی غضنفری
- سید محمدتقی خوانساری[۱۵][۱۶][۱۷]
- سید احمد خوانساری
- سید صدرالدین صدر
- سید ابوالقاسم خویی
- سید حسین خادمی[۱۸]

## افغانستان
یحیی بن زید نوه سجاد از اولین ساداتی بود که وارد شهر بلخ شد و در شهر جوزجان توسط حکام اموی کشته شد.

## سیادت در ایران

### تعداد سادات در ایران
سازمان ثبت احوال کشور، تعداد سادات ایران در سال ۱۳۹۲ را شش میلیون نفر اعلام کرد.
همچنین مدیرکل دفتر آمار و اطلاعات جمعیتی و مهاجرت سازمان ثبت احوال کشور با اشاره به رشد ۱٫۴ درصدی جمعیتی ایران، رشد ۲٫۵ درصدی سادات را در کشور اعلام کرد.

### سرچشمه سیادت در ایران
این مهاجرت‌ها، بیشتر از قرن دوم به بعد بوده است؛ و لذا کمتر می‌توان به فرار آن‌ها به ایران از ترس حجاج بن یوسف شاهدی ذکر کرد. با این حال بعضی، اولین دسته از سادات علوی مهاجر را کسانی دانسته‌اند که از ظلم و جور امویان و به ویژه سفاکی‌های حجاج به این حدود پناه آورده‌اند.
یکی از دلایل آمدن آن‌ها پس از این ماجرا، «جذب نیرو» برای «قیام» بوده است. مردم ایران که یک بار به هنگام روی کار آمدن عباسیان، علاقه خود را جهت «تغییر حاکمیت» عربها نشان داده، امتحان خوبی نیز داده بودند، می‌توانستند بار دیگر چنین کنند. همین تصور بود که علویان را به سوی این مناطق، جذب می‌کرد. در صورتی که آگاهی عمومی مردم ایران، نسبت به علویان و حتی فعالیت خود علویان نیز در تحریک مردم، اندک بود. فعالیت عباسیان، تنها پس از ۳۰ سال به نتیجه رسید. در حالیکه علویان، معمولاً با یک تحرک اندک، قصد چنین کار بزرگی را داشتند. «یحیی بن عبدالله بن الحسن بن الحسن» از جمله کسانی بود که در قیام حسین بن علی، شرکت کرد او پس از شکست این قیام به سوی مشرق گریخت؛ و همراه با عده‌ای از کوفیان به مناطق شمالی ایران (دیلم یا همان گیلان) رفت. رشید که به شدت از این حرکتها، هراس داشت به «فضل بن یحیی برمکی» دستور داد تا به هر صورتی شده او را دستگیر کند. منطقه دیلمان گیلان و طبرستان مازندران بزرگ، یکی از مناطقی است که در مقابل مسلمین، به شدت مقاومت کرد؛ و تا مدتها، اسفهبدان که از قبل بر آن حاکم بودند، تسلط خود را بر آن منطقه حفظ کردند. در این فاصله، گاهی بین آن‌ها و خلفا، صلح می‌شد؛ و گاهی نیز درگیری‌ها و تهاجم‌ها از دو طرف، ادامه داشت. اولین حکومت‌های ایرانی‌تبار شیعه مذهب در شمال ایران طبرستان یا همان مازندران بزرگ و دیلمان گیلان توسط مردمان طبرستان و دیلمان یعنی قوم طبری و گیلک دیلم و قوم تالش سادات علوی و هاشمی حسنی و حسینی و سادات کیایی شکل گرفت. حضور سادات در ایران به ویژه در شمال ایران به دلیل امنیت و اهمیت بالا طبرستان یا مازندران بزرگ و دیلمان یا همان گیلان به هزار و اندی سال برمی‌گردد.

## سیدگرایی و مسئله قومیت‌گرایی
چهار دسته را روز قیامت شفاعت کنم، هر چند با گناه اهل دنیا به صحرای محشر حاضر شوند: آن که اولاد مرا یاری کند. آن که از اموالش به اولاد تنگدستم کمک کند. کسی که با زبان و قلب، آنان را دوست بدارد و آن که تلاش کند در انجام حوائج و نیازهای افرادی از ذریه ام که تبعید شده یا رانده شده‌اند
محمد بن عبدالله، پیامبر دین اسلام

انتقاداتی بر چنین ادعایی مطرح می‌شود که نژاد سید در ایران و ملل اسلامی از نژاد غیرسید برتر است به واسط اینکه آنان نوادگان علی‌بن ابی‌طالب هستند و به‌طور ژنتیکی پاک و صالح هستند؛ چنین ادعایی نمی‌تواند جنبه علمی پیدا کند، چرا که هیچ‌کس به طوری ژنتیک و انتسابا از دیگری برتر نیست و اگر چنین ادعایی مطرح شود، غیرعلمی و تبعیض‌آمیز است یا اینکه دستکم به لحاظی عقلی و علمی اثبات شود. به هیچ عنوان نمی‌توان گروهی را بخاطر رفتار ناشایست یا بلعکس رفتار درست نسب بسیار دورش سرزنش یا مورداحترام قرار داد؛ در چنین فرهنگی، متروکراسی (شایسته‌سالاری) رنگ می‌بازد و زمینه نپوتیسم (پارتی‌بازی) و آپارتاید (جدانژادی) فراهم می‌گردد.

 سؤال اینجاست که آیا دین اسلام که خود مدعی برابری انسان‌هاست، چرا موجب طبقهٔ برتر نژادی به نام سید شده است؟ ممکن است به نوعی اشرافیت دینی-نژادی مبدل گردد که رهبر جمهوری اسلامی ایران باید سید باشد. 
 داشتن پسوند سید در شناسنامه، کلاه سیاه سیدی، شال سبز سیدی و بعضاً احتراماتی که در کوچه و بازار از سیدها دارند، عیناً مصداق سادات‌سالاری و برترپنداری نژاد سید می‌باشد و تا حدودی جنبه قبیله‌گرایانه و نژادپرستانه را واجد است که می‌تواند یکی از علل نقد اسلام و عرب‌ستیزی در ایران باشد.

گمان می‌رود آیه مودت یکی دلایل احترام به سادات است:
قُل لَّا أَسْأَلُکُمْ عَلَیهِ أَجْرًا إِلَّا الْمَوَدَّةَ فِی الْقُرْبَی ﴿۳۳﴾
ترجمه: 

... بگو: من هیچ پاداشى از شما بر رسالتم درخواست نمی‌کنم جز دوست داشتن نزدیکانم [اهل بیتم‏]...— قرآن، سوره شوری، بخشی از آیه ۲۳ (مَوَدَّت)
محمد بن عبدالله می‌گوید: «اکرام کنید خوبان ذریه مرا از براى خدا و بدان ایشان را براى من» که بازنویسی آن به زبان ساده‌تر یعنی: خوبی‌های اولاد من را بخاطر خدا احترام کنید؛ و اگر بد بودند، بخاطر من احترام کنید!

## تحقیقات ژنتیکی
بر اساس تحقیقی که در سال ۲۰۱۰ بر روی کروموزم ایگرگ سیدهای شبه‌قاره هند انجام شده، تنوع ژنتیکی این افراد از غیرسیدهایی که در همان مناطق زندگی می‌کنند، کمتر نیست و این به معنای بی‌پایه بودن اعتقاد به سید بودن در این منطقه است. چراکه بررسی ژنتیکی وجود یک جد مشترک را نشان نمی‌دهد. اما این افراد نسبت به غیرسیدهای همین منطقه شباهت ژنتیکی بیشتری با عرب‌ها داشته‌اند.
این آزمایش ثابت می‌کند که نیمی از کسانی که خود را سید معرفی می‌کنند جد مشترک دارند. اما تأیید نمی‌کند که آن جد مشترک لزوماً پیامبر یا خاندان او بوده است.
در کل آزمایش ژنتیک نمی‌تواند بگوید که آن جد مشترک در چه مکانی از چه نژادی و در چه زمانی می‌زیسته است؛ یعنی آن جد می‌تواند از نژاد هندی اروپایی ترکی یا هر نژادی باشد و در هر دوره از تاریخ پیش از ۵۰ یا ۶۰ نسل زندگی می‌کرده‌اند.
همچنین در شمال هند ۲۹٪ مسلمانان شیعه به هاپلوگروپ J تعلق دارند که از تبارهای پدری خاورمیانه‌ای است و در بین مردم هند چندان رایج نیست.
بر اساس یافته‌های علمی فعلی نزدیکترین علامت ژنتیکی برای سیدها تعلق به هاپلوگروپ J1c3d است. این هاپلوگروپ کروموزم ایگرگ عمدتاً در کوهن‌های یهودی دیده شده که معتقدند نسب آن‌ها به هارون برادر موسی و از هارون به ابراهیم می‌رسد. همین هاپلوگروپ در هاشمی‌ها و اعراب عدنانی هم شایع است و آن‌ها نیز معتقدند تبارشان به اسماعیل پسر ابراهیم می‌رسانند.

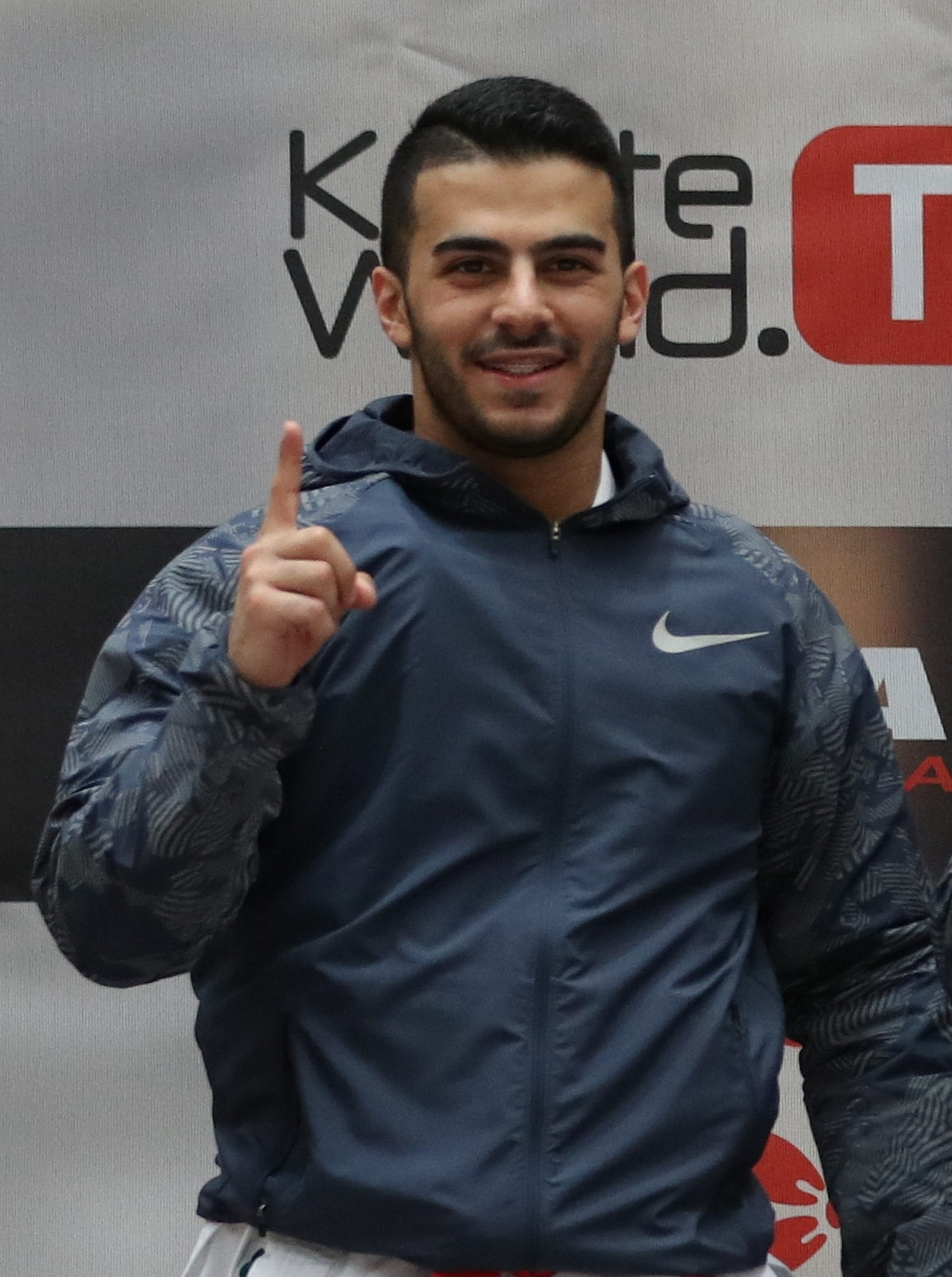
سید محمد الموسوی (عربی: سيد محمد الموسوي، متولد ۲۲ اردیبهشت ۱۳۷۴) کاراته‌کای کویتی است.

برخی از خانواده‌های سادات (القارونی، الموسوی، العلوی) تاریخ مهاجرتی از بحرین (یا فقط همان چیزی است که آنها ادعا می‌کنند) به خوزستان و سپس بازگشت به بحرین دارند که در سال ۱۹۵۱ میلادی (۱۳۳۰ شمسی) برای فرار از سیاست‌های ملی‌گرایانه فارس‌ها علیه عرب‌های خوزستانی انجام شد به عنوان واکنشی به جنبش‌های ناسیونالیستی عرب آنها. این خانواده‌ها تمایل به هاپلوگروه J2 (آناتولی، قفقازی، غرب ایران) نشان می‌دهند. همین موضوع در کویت نیز دیده می‌شود؛ در آنجا سادات موسوی با منشأ ایرانی حضور دارند. با وجود غیرقابل قبول بودن از نظر اجتماعی.: 53  برخی از بحرانی‌های خوزستان بار دیگر با ایرانیان شیعه آمیخته شدند.